# Marais de Francaltroff-Erstroff, de Lening et d'Albe
Marais de Francaltroff-Erstroff, de Lening et d'Albe este o arie protejată (arie de protecție specială avifaunistică — SPA) din Franța întinsă pe o suprafață de 79,29 ha, integral pe uscat.

## Localizare
Centrul sitului Marais de Francaltroff-Erstroff, de Lening et d'Albe este situat la coordonatele 48°58′16″N 6°47′07″E / 48.97121°N 6.78517°E.

## Înființare
Situl Marais de Francaltroff-Erstroff, de Lening et d'Albe a fost declarat arie de protecție specială avifaunistică în baza directivei 79/409 din 1979 referitoare la conservarea păsărilor sălbatice pentru a proteja 28 de specii de animale.

## Biodiversitate
Situată în ecoregiunea continentală, aria protejată nu include niciun habitat protejat.
La baza desemnării sitului se află mai multe specii protejate de  păsări (28): pescăruș albastru (Alcedo atthis), rață pitică (Anas crecca), rață fluierătoare (Anas penelope), rață mare (Anas platyrhynchos), rață cârâitoare (Anas querquedula), rață pestriță (Anas strepera), stârc roșu (Ardea purpurea), erete de stuf (Circus aeruginosus), erete vânăt (Circus cyaneus), erete cenușiu (Circus pygargus), Cygnus columbianus bewickii, lebădă de vară (Cygnus olor), ciocănitoarea de stejar (Dendrocopos medius), egretă albă (Egretta alba), muscar-gulerat (Ficedula albicollis), lișiță (Fulica atra), becațină comună (Gallinago gallinago), găinușă de baltă (Gallinula chloropus), cocor (Grus grus), sfrâncioc roșiatic (Lanius collurio), pescăruș râzător (Larus ridibundus), gușă albastră (Luscinia svecica), gaia neagră (Milvus migrans), gaia roșie (Milvus milvus), viespar (Pernis apivorus), cormoran mare (Phalacrocorax carbo), ciocănitoare verzuie (Picus canus), fluierarul de zăvoi (Tringa ochropus).
Pe lângă speciile protejate, pe teritoriul sitului au mai fost identificate 9 specii de păsări.